# تومازو تیتونی
تومازو تیتونی (ایتالیایی: Tommaso Tittoni؛  ‏ تلفظ ایتالیایی: [tomˈmaːzo]؛ ‏ ۱۶ نوامبر ۱۸۵۵ – ۷ فوریهٔ ۱۹۳۱) سیاستمدار اهل پادشاهی ایتالیا بود که از تاریخ ۱۲ مارس ۱۹۰۵ تا تاریخ ۲۸ مارس ۱۹۰۵ سمت نخست‌وزیری، بار اول از تاریخ ۳ نوامبر ۱۹۰۳ تا تاریخ ۲۴ دسامبر ۱۹۰۵ بار دوم از تاریخ ۲۹ مه ۱۹۰۶ تا تاریخ ۱۱ دسامبر ۱۹۰۹ و برای بار سوم از تاریخ ۲۳ ژوئن ۱۹۱۹ تا تاریخ ۲۵ نوامبر ۱۹۱۹ سمت وزارت امورخارجه و از تاریخ ۱ دسامبر ۱۹۱۹ تا تاریخ ۲۱ ژانویه ۱۹۲۹ ریاست مجلس سنای ایتالیا را برعهده داشت.